# Greg Olsen
Gregory Walter "Greg" Olsen (nacido el 11 de marzo de 1985) es un exjugador profesional de fútbol americano estadounidense que jugó en la posición de tight end en la National Football League (NFL).

## Biografía
Olsen asistió a Wayne Hills High School, donde practicó fútbol americano y baloncesto. Fue considerado un 5 estrellas por Rivals.com, y calificado como el 2º mejor tight end de la nación.
Tras su paso por el instituto, Olsen tenía pensado graduarse en Notre Dame, pero fue transferido a Miami en 2003. Allí jugó para los Hurricanes.

## Carrera

### Chicago Bears
Olsen fue seleccionado por los Chicago Bears en la primera ronda (puesto 31) del draft de 2007. El 3 de julio, Olsen firmó un contrato de cinco años.
Con los Bears, Olsen ha logrado un título de división (2010-11) llegando a playoffs, donde cayeron frente a los Green Bay Packers en el campeonato de la NFC por 21-14.

### Carolina Panthers
El 28 de julio de 2011, Olsen fue traspasado a los Carolina Panthers por una tercera ronda del draft de 2012. El 5 de marzo de 2015, Olsen renovó tres años más su contrato, a razón de $22.5 millones.
Con los Panthers, Olsen ha ganado tres títulos de división consecutivos, un campeonato de la NFC y ha llegado hasta la Super Bowl 50, donde perdieron frente a los Denver Broncos 24-10. En ella, Olsen consiguió 4 recepciones para 41 yardas.